# 席张乡
席张乡，是中华人民共和国山西省运城市盐湖区下辖的一个乡镇级行政单位。

## 行政区划
席张乡下辖以下地区：
席张村、南贾村、西底张村、东底张村、小胡村、西胡村、东胡村、李家坟村、马家坟村、柴家窑村、李家庄村和邵家窑村。